# モバイト
モバイト（mobaito）は、かつてグッドウィルが運営していた登録制のアルバイトシステム。モバイル（携帯電話などの携帯通信）＋アルバイトの造語で、同社の登録商標。
携帯やパソコンからバイトを希望の日時を予約して仕事をすることが全国で可能というもので、2003年前後にはテレビCMも放映された。2008年7月にグッドウィルが人材派遣事業を大幅に縮小した事に伴い廃止した。
なお、「アルバイト」を名称上謳っているが、仕組み的には単発（日雇い）・短期就業を主とする登録型の人材派遣形態であり日雇い派遣の一種である。